# Spirou (Magazin)

Aktuelles Logo

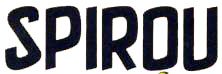
Logo der 1950er Jahre

Das Magazin Spirou (ursprünglich Journal de Spirou) ist ein wöchentlich erscheinendes belgisches Comic-Magazin. Es wird seit 1938 von Les Éditions Dupuis herausgegeben. Der Name ist vom wallonischen Wort für Eichhörnchen abgeleitet, das auch Schelm, Lausbub bedeutet. Es erscheint jeden Mittwoch.
Das Magazin Spirou war über Jahrzehnte hinweg neben Tintin die wichtigste belgische Comiczeitschrift und hatte maßgeblichen Anteil an der Entwicklung des frankobelgischen Comics seit der Mitte des 20. Jahrhunderts. Während alle anderen bedeutenden frankobelgischen Comicmagazine der 1950er und 1960er Jahre inzwischen vom Markt verschwunden sind, existiert Spirou auch nach mehr als 80 Jahren noch heute. Seinen einstigen Stellenwert hat das Magazin allerdings weitgehend verloren.

## Geschichte
Im Jahr 1936 entschied sich der Verleger Jean Dupuis, eine Comiczeitschrift für ein jugendliches Publikum auf den Markt zu bringen. Vorbild war das Comicmagazin Le journal de Mickey, das seit 1934 mit der Herausgabe amerikanischer Comicgeschichten sehr erfolgreich war. Mit der Realisierung dieses Projekts beauftragte Dupuis seine Söhne Paul und Charles.
Die erste Ausgabe erschien am 21. April 1938, und bereits am 27. Oktober des Jahres folgte unter dem Namen Robbedoes ein Ableger des Magazins in flämischer Sprache. Anfangs veröffentlichte man – nach dem Konzept von Le journal de Mickey – überwiegend übersetzte Fassungen amerikanischer Comics wie Superman, Red Ryder oder Brick Bradford, doch gab es von Beginn an auch Eigenproduktionen. Im Auftrag der Herausgeber hatte der französische Künstler Robert Velter (Rob-Vel) als namensgebenden Titelhelden des Magazins den jungen Hotelpagen Spirou kreiert. Bereits in der ersten Ausgabe startete – neben Spirou – zudem auch die Reihe Tif et Tondu (Harry und Platte) von Fernand Dineur, die bis in die 1990er Jahre von verschiedenen Zeichnern und Textern fortgeführt wurde und regelmäßig im Magazin vertreten war.
Begünstigt durch die Nachschubschwierigkeiten während des Zweiten Weltkrieges wurden die amerikanischen Comics Anfang der 1940er Jahre stufenweise durch französische und belgische Produktionen ersetzt. Im September 1943 musste Dupuis das Magazin auf Drängen der deutschen Besatzer einstellen. Um dies zu umgehen, erschien im selben Monat das Album L’Espiègle au grand cœur, das Fortsetzungen zu Christophe Colomb, L’Épervier bleu, Harry und Platte und Valhardi sowie die neue Geschichte Caramel et Romulus enthielt; allerdings blieb es bei dieser einmaligen Veröffentlichung. Im Dezember 1943 konnte die Redaktion aber noch einen 160-seitigen Almanach 1944 herausbringen. Unmittelbar nach der Befreiung Belgiens durch die Alliierten (September 1944) meldete sich Spirou am 5. Oktober 1944 mit einer 20-seitigen Sonderausgabe bei der Leserschaft zurück. Mit der ersten regulären Ausgabe vom 12. Oktober 1944 wurde die wöchentliche Erscheinungsweise wieder aufgenommen.
Nach dem Zweiten Weltkrieg wurde das Magazin – gemeinsam mit Tintin – zur Talentschmiede für junge französische und belgische Comiczeichner. Viele heute international anerkannte Comicschöpfer haben bei Spirou ihre Laufbahn begonnen. Zu nennen sind hier insbesondere die Vertreter der sogenannten École Marcinelle, nämlich Jijé, André Franquin, Morris, Willy Maltaite, Peyo, Eddy Paape, Maurice Tillieux, Jean Roba, Derib, Victor Hubinon und viele andere mehr.
Bereits zu Beginn der 1950er Jahre fanden sich in Spirou ausschließlich für das Magazin produzierte Eigenbeiträge. Neben Comics und Gag-Strips gehörten Spiele-, Quiz- und Rätselseiten zu den festen Bestandteilen des Magazins. Hinzu kamen auch Textbeiträge zu Sachthemen (Sport, Autos, Briefmarken etc.), Kurzromane und redaktionelle Beiträge.
Erster Herausgeber des Magazins war – neben dem Verleger-Sohn Charles Dupuis – Jean Doisy. 1955 wurde Yvan Delporte sein Nachfolger. Auch Charles Dupuis zog sich in der Folgezeit von der Zeitschrift zurück, um sich ausschließlich auf die schnell an Bedeutung gewinnende Albenpublikation der Comicserien im Verlagshaus Dupuis konzentrieren zu können. Unter Delporte, der bis 1968 Herausgeber blieb, erlebte das Magazin seine Blütezeit. Unter seinen Nachfolgern (Thierry Martens, Alain de Kuyssche, Philippe Vandooren, Patrick Pinchart, Thierry Tinlot und Olivier Van Vaerenbergh) begann der allmähliche Niedergang. Seit etwa Mitte der 1980er Jahre hatte auch Spirou mit einem ständig nachlassenden Interesse seiner Haupt-Zielgruppe (jugendliche Leser zwischen 9 und 16 Jahren) an wöchentlich erscheinenden Comicmagazinen zu kämpfen. Im Gegensatz zum jahrzehntelangen Konkurrenten Tintin konnte es sich aber bis in die Gegenwart am Markt behaupten. Allerdings ist die wöchentliche Auflage von Spirou auf ca. 100.000 Exemplare gesunken.
Als Folge der geschilderten Entwicklung musste zudem im September 2005 die flämische Ausgabe Robbedoes nach mehr als 3500 Nummern eingestellt werden.

## Daten zum Magazin
Das Magazin erschien von Beginn wöchentlich. Anfangs hatte es 16 Seiten. Während des Zweiten Weltkrieges wurde der Umfang zeitweilig auf nur 8 Seiten zurückgefahren. Ab 1944 wuchs Spirou dann stufenweise wieder an. Im Jahr 2007 hatte das Magazin einen Umfang von 68 Seiten. 2015 besteht es in der Regel aus 52 Seiten, Sonderausgaben sind etwa doppelt so groß. Über die Jahre hat Spirou zudem einige Formatänderungen durchgemacht. Das anfängliche Großformat von 40 cm mal 28 cm wurde ebenfalls während des Krieges auf 20 cm × 28 cm verkleinert. Diese handlichere Größe wurde mit geringfügigen Änderungen beibehalten. Die aktuellen Ausgaben haben ein Format von 20,5 cm × 28,5 cm.
Im Laufe der Jahre wechselte Spirou auch mehrfach seinen Namen:
- Im Jahre 1938 wurde die Zeitschrift unter dem Titel le Journal de Spirou eingeführt.
- 1947 wurde der Name auf Spirou verkürzt.
- 1988 Umbenennung in Spirou Magaziiiine (mit 4 „i“)
- 1993 erneute Verkürzung auf Spirou
- 2006 wurde Name des Magazins auf Spirou Hebdo (von französisch ‚Hebdomadaire‘, zu Deutsch Wochenmagazin) geändert
- 2008 wurde mit der Spezialausgabe zum 70-jährigen Bestehen (Nr. 3653 vom 16. April 2008) der Name Spirou wieder aufgenommen.[2]

## Wichtige Ausgaben (Chronik)

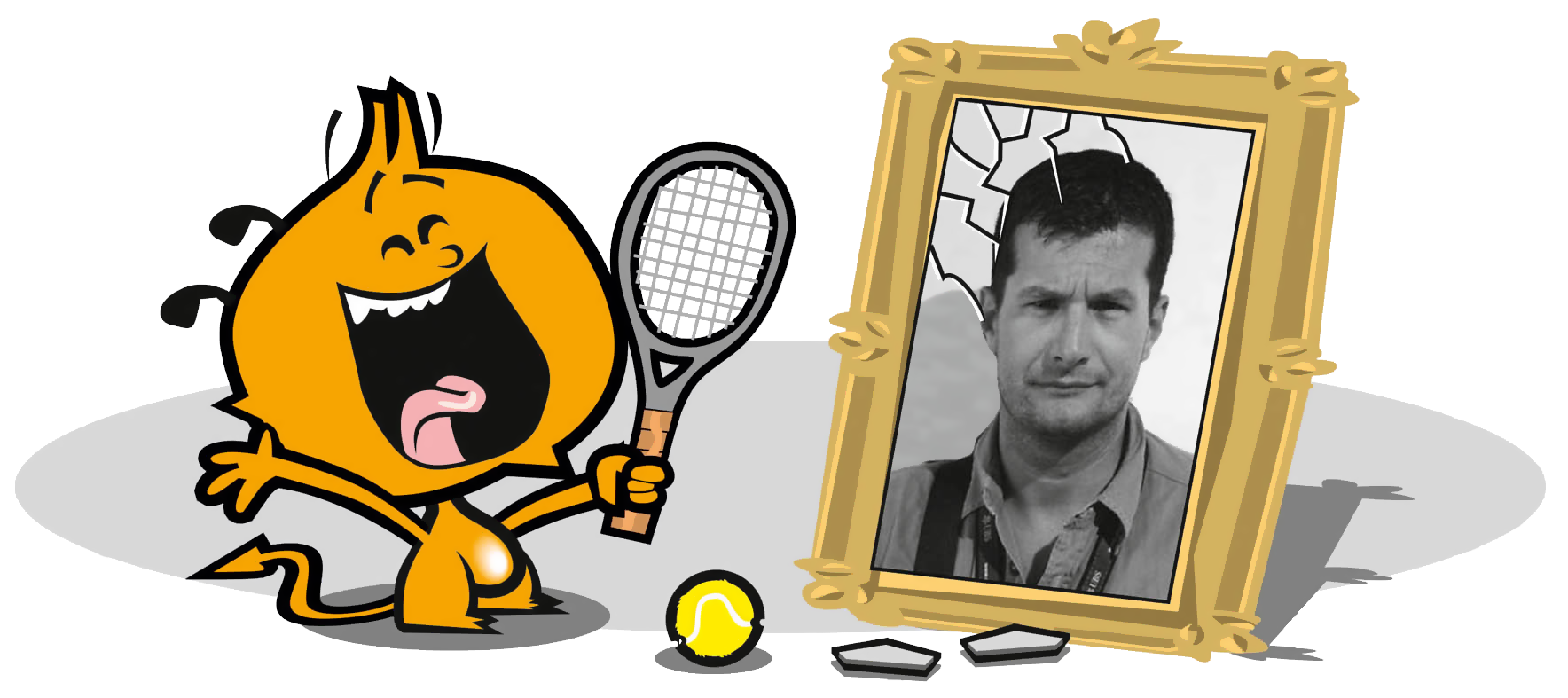
Nelson von Christophe Bertschy, ab Nr. 3398 aus dem Jahre 2003 veröffentlicht

Während der deutschen Besatzung sind statt 403 nur 325 Ausgaben erschienen. Es wurde aber nach Wochen weiter nummeriert und somit ist beispielsweise die echte 4000. Ausgabe die Ausgabe mit Nummer 4078.
- 21. April 1938 (Nummer 1): Die erste Nummer von Spirou im Format von 28 cm mal 40 cm. Nur die Hälfte der 16 Seiten ist farbig.
- 1. Dezember 1943 (Almanach 1944): 160-seitige Sondernummer, nachdem das reguläre Magazin sein Erscheinen auf Drängen der deutschen Besatzungsmacht vorübergehend eingestellt hatte.
- 7. Dezember 1946 (Almanach 1947): Erste Spirou-Geschichte von Franquin (Der Panzer); erster Lucky Luke (Arizona 1880); erster von Eddy Paape gezeichneter Valhardi (Sur le rail). Dieses historische Album ist ein begehrtes Sammlerobjekt.[3]
- 2. Januar 1947 (Nummer 455): Erster Buck Danny nach einem Szenario von Jean-Michel Charlier, gezeichnet von Victor Hubinon.
- 31. Januar 1952 (Nummer 720): Erstes Auftauchen des Marsupilami in einer Spirou und Fantasio-Geschichte.
- 11. September 1952 (Nummer 752): Erster Johann und Pfiffikus von Peyo.
- 4. März 1954 (Nummer 829): Erster Jerry Spring von Jijé.
- 20. September 1956 (Nummer 962): Erstes Abenteuer von Gil Jourdan (Jeff Jordan), gezeichnet und getextet von Maurice Tillieux.
- 28. Februar 1957 (Nummer 985): Erstes Auftauchen von Franquins Gaston Lagaffe.
- 13. Juni 1957 (Nummer 1000): Für die Jubiläumsnummer hatte Franquin tausend Köpfe von Spirou (und einen von Gaston) gezeichnet, eine Arbeit, die ihn drei Monate gekostet hatte.
- 13. März 1958 (Nummer 1039): Erstes Abenteuer von Schwarzbart der Pirat von Marcel Remacle.
- 2. Juli 1959 (Nummer 1107): Erstes Erscheinen der Schlümpfe außerhalb von Johann und Pfiffikus.
- 24. Dezember 1959 (Nummer 1132): Boule et Bill von Jean Roba.
- 12. April 1961 (Nummer 1204): Erstes Erscheinen des Sträflings Bobo von Paul Deliège und Maurice Rosy.
- 26. Februar 1970 (Nummer 1663): Erstes Abenteuer von Natascha von François Walthéry.
- 24. September 1970 (Nummer 1693): Roger Leloup präsentiert Yoko Tsuno.
- 12. August 1978 (Nummer 2000)
- 27. Oktober 1983 (Nummer 2376): Erstes Auftauchen von Jojo von Paul Geerts
- 11. Oktober 1995 (Nummer 3000)
- 22. April 1998 (Nummer 3132): Jubiläumsausgabe zum 60. Geburtstag der Zeitschrift. Die Jubiläumsnummer wurde auf den 22. April 2038 datiert und feierte das 100-jährige Bestehen des Magazins.
- 16. April 2008 (Nummer 3653): Jubiläumsausgabe zum 70-jährigen Bestehen[2]
- 10. Dezember 2014 (Nummer 4000)
- 8. Juni 2016 (Nummer 4078): Eigentliche 4000. Ausgabe

## Serien (Auswahl)

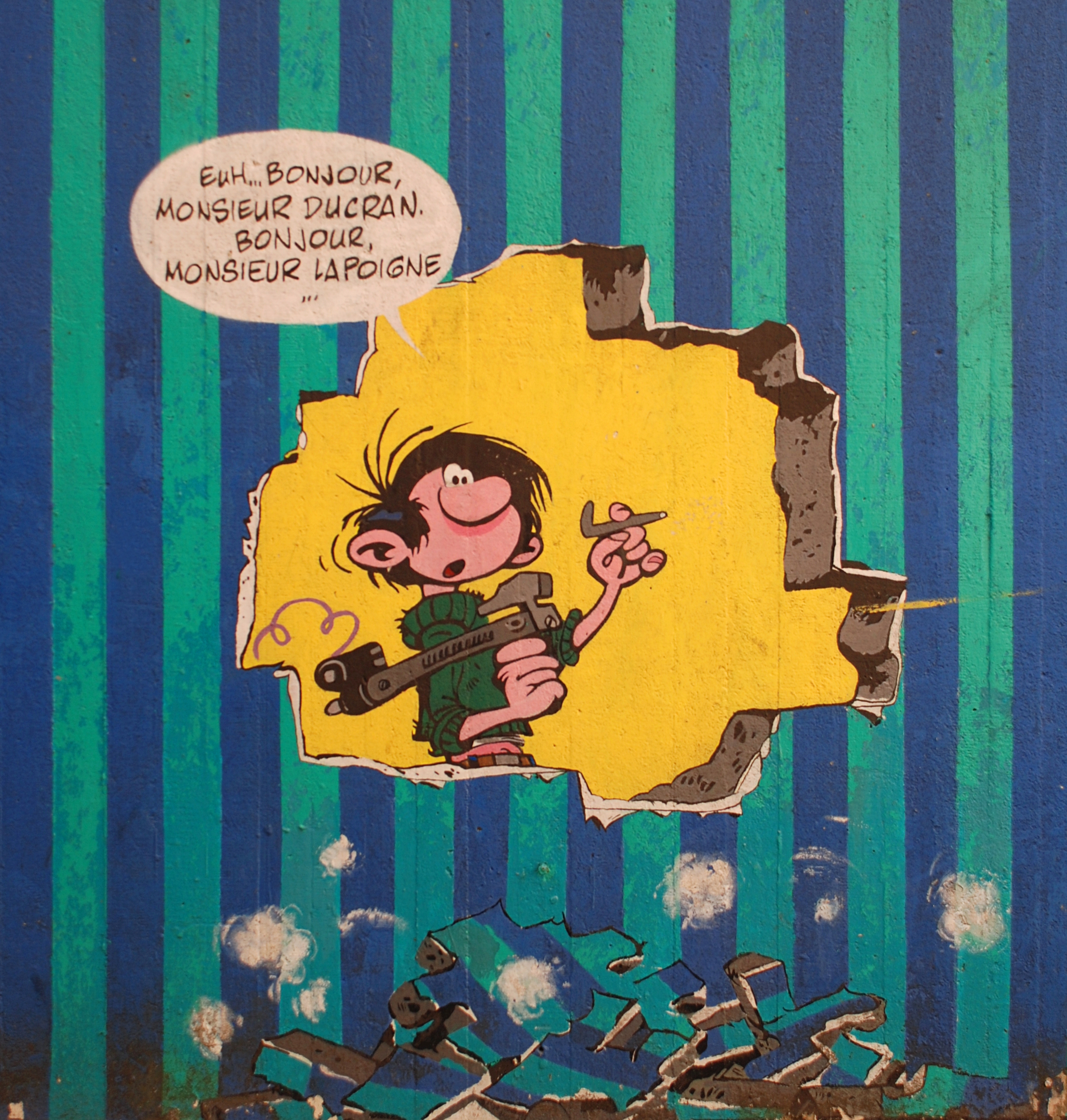
Wandgemälde mit der Darstellung von Gaston Lagaffe in Louvain-la-Neuve (Belgien).

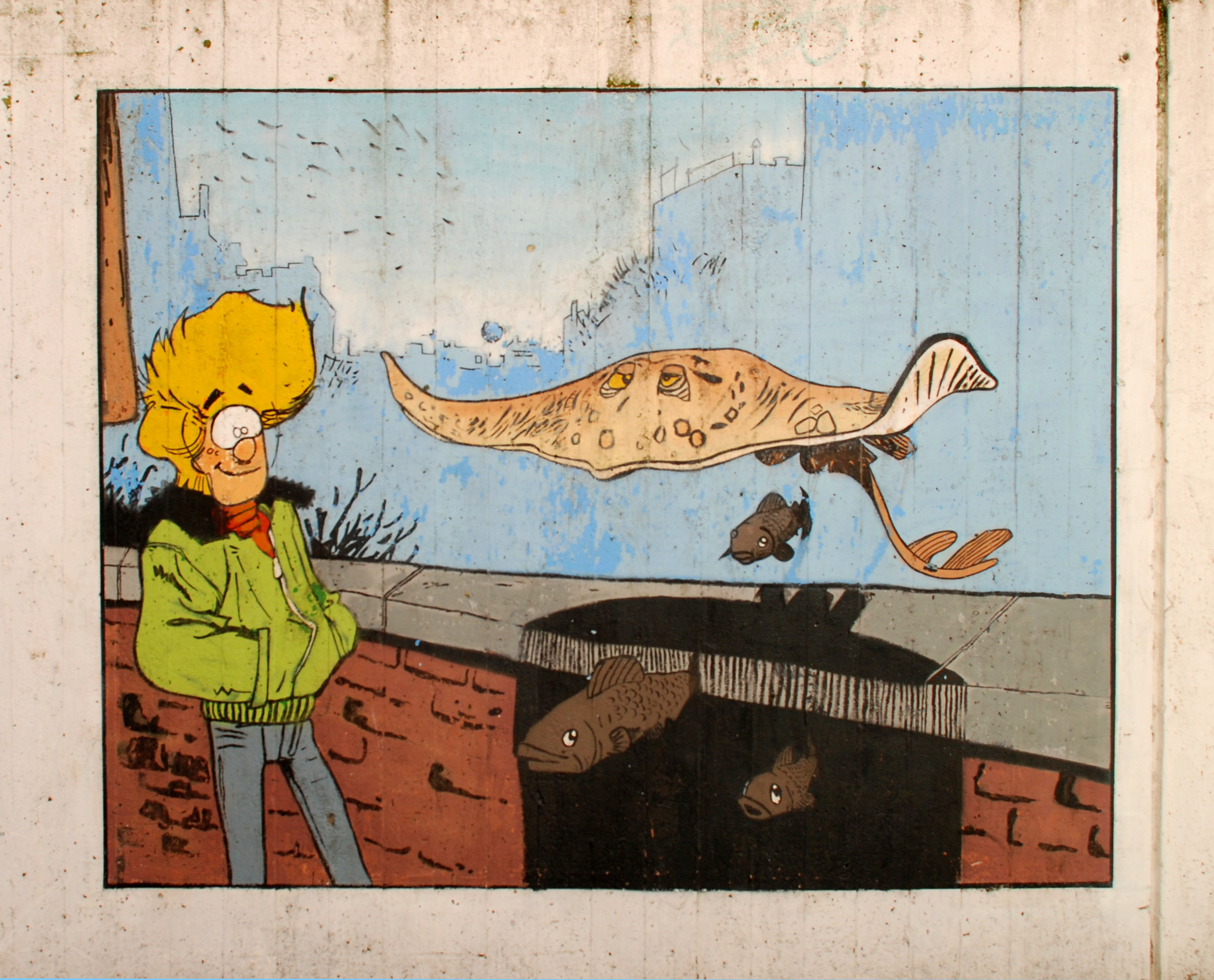
Wandgemälde « Broussaille » in Louvain-la-Neuve.

### 1930er Jahre
- 1938: Spirou und Fantasio
- 1938: Harry und Platte
- 1939: Freddy Fred
- 1939: Trinet et Trinette

### 1940er Jahre
- 1941: Don Bosco, ami des jeunes
- 1941: Valhardi
- 1942: Christophe Colomb
- 1943: Caramel et Romulus
- 1946: Godefroid de Bouillon
- 1946: Lucky Luke
- 1947: Buck Danny
- 1947: Blondin und Cirage
- 1948: Baden Powell
- 1949: Surcouf

### 1950er Jahre
- 1952: Johann und Pfiffikus
- 1954: Jerry Spring
- 1956: Jeff Jordan
- 1957: Gaston Lagaffe
- 1958: Die Schlümpfe
- 1959: Boule & Bill

### 1960er Jahre
- 1960: Benni Bärenstark
- 1962: Die Rasselbande
- 1968: Die blauen Boys
- 1968: Die Gifticks

### 1970er Jahre
- 1970: Natascha
- 1970: Yoko Tsuno
- 1971: Archie Cash
- 1978: La Mouette

### 1980er Jahre
- 1981: Billy the Cat
- 1982: Jackie Kottwitz
- 1983: Jojo
- 1987: Der kleine Spirou

### 2000er Jahre
- 2004: Nelson